# Cajalón
Cajalón (la antigua Caja Rural del Jalón) fue una cooperativa de crédito de España, miembro de la Asociación Española de Cajas Rurales y de la Unión Nacional de Cooperativas de Crédito. Su domicilio social se encontraba en Zaragoza.

La entidad contaba con 153 oficinas en 2011, previamente a su integración en Bantierra, repartidas entre las tres provincias aragonesas y La Rioja.
Entre sus mecenazgos culturales Cajalón patrocinaba el Premio de Poesía Delegación del Gobierno en Aragón.

## Historia
- 1967: Es fundada por D. Salvador Ibarra Franco en la ciudad de Calatayud, tomando como denominación inicial Caja Rural Comarcal de Calatayud.
- 1970: La entidad cambia su denominación por Caja Rural del Jalón, del que proviene el acrónimo Cajalón.
- 1979: Se traslada en el mes de octubre su sede social a Zaragoza, lo que supone el salto del mercado rural al segmento urbano.
- 1996: Abre una oficina en Logroño, la primera fuera de Aragón.
- 2002: Caja Rural de Cariñena se integra en Cajalón.
- 2004: Se inaugura su actual sede en la Calle del Coso zaragozana.
- 2011: Anuncia un proceso de fusión con otra caja rural aragonesa, Multicaja,[2] con la que conformará la Nueva Caja Rural de Aragón, que a partir del 23 de enero de 2012 empieza a operar bajo la marca Bantierra.[3]